# The Colóns
Ne pas confondre avec le The Colóns (2017).
Palmarès
WWE Tag Team Championship (1 fois)
WWE World Tag Team Championship (1 fois)
WWC World Tag Team Championship (1 fois)
WWE Unified Tag Team Championship (1 fois)
The Colóns est une équipe de catch composée des deux frères Carlito et Primo Colón. Ils furent les tout premiers champions unifié par équipe de la WWE, cumulant pour la première fois les WWE Tag Team Championships et les WWE World Tag Team Championships.

## Carrière

### World Wrestling Council (2002-2009)
Les frères Colóns ont commencé leur carrière en équipe à la World Wrestling Council, fédération créée par leur père Carlos Colón, Sr., en battant l'équipe Thunder and Lightning pour les titres de la WWC le 16 mars 2002. Ils perdent les titres contre la même équipe le lendemain.

### World Wrestling Entertainment (2008-2009)
L'équipe The Colóns apparaît pour la première fois dans la division WWE SmackDown le 12 septembre 2008 où ils battent les WWE Tag Team Champions Curt Hawkins et Zack Ryder dans un match sans enjeu.
Ils les battent de nouveau le 26 septembre remportant par la même occasion les titres par équipe de la WWE,.
Le 17 octobre, ils conservent les WWE Tag Team Championships toujours face à Curt Hawkins et Zack RyderIls conservent les titres une nouvelle fois le 9 janvier, face à The Brian Kendrick et Ezekiel Jackson. Le 27 février ils conservent leurs titres face à John Morrison et The Miz.

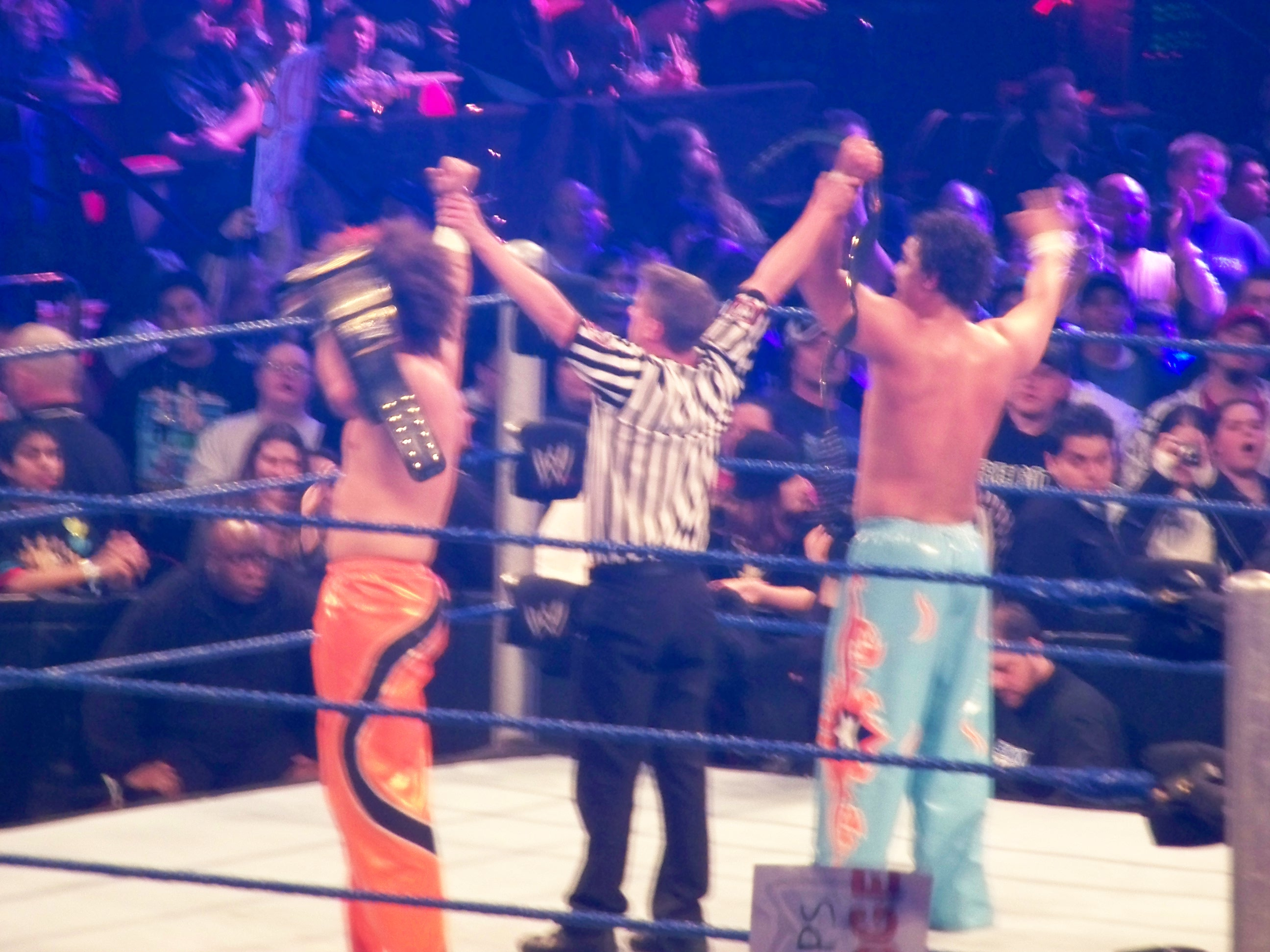
Carlito et Primo en 2009.

Lors de Wrestlemania XXV, ils conservent leurs WWE Tag Team Championships et remportent les WWE World Tag Team Championship en battant John Morrison et The Miz. Ils sont les premiers à unifier les titres par équipe.
The Colóns sont ensuite draftés à RAW avec leurs ceintures.
Ils perdent ensuite à plusieurs reprises contre les Priceless lors de matchs où les ceintures ne sont pas en jeu. 
Lors de The Bash 2009 ils perdent finalement leurs titres face à Edge et Chris Jericho.
Le 29 juin, ils n'arrivent pas à vaincre Edge & Jericho et à récupérer les titres par équipe unifiés, de même que le 6 juillet 2009 à RAW. Après ce match, Carlito attaque son frère, mettant officiellement fin à leur équipe.

### Brève reformation (2010)
Lors de Superstars du 6 mai 2010, Carlito, après sept minutes de match contre Primo, déclare qu'il abandonne avant de demander à son frère de reformer leur équipe, Primo accepta. 
Le 10 mai à RAW, Primo effectue un heel turn en attaquant R-Truth avec Carlito après avoir été payés par Ted DiBiase Jr.. Ils devaient entrer en rivalité avec la Hart Dynasty mais Carlito a été renvoyé quelques jours avant le début prévu de leur feud pour avoir refusé de faire une cure de désintoxication.

## Palmarès
- Puerto Rico Wrestling
  - Tag Team of the Year en 2008[15]

- World Wrestling Council
  - WWC World Tag Team Championship en 2002[4]

- World Wrestling Entertainment
  - 1 fois WWE Tag Team Champions
  - 1 fois WWE World Tag Team Champions

Ils remportèrent les WWE Tag Team Championships face à Curt Hawkins et Zack Ryder en 2008 et unifièrent les titres par équipe lors de Wrestlemania XXV en remportant les World Tag Team Championships face à John Morrison et The Miz. Ils furent donc les premiers WWE Unified Tag Team Champions de l'histoire.